# Riu Perla

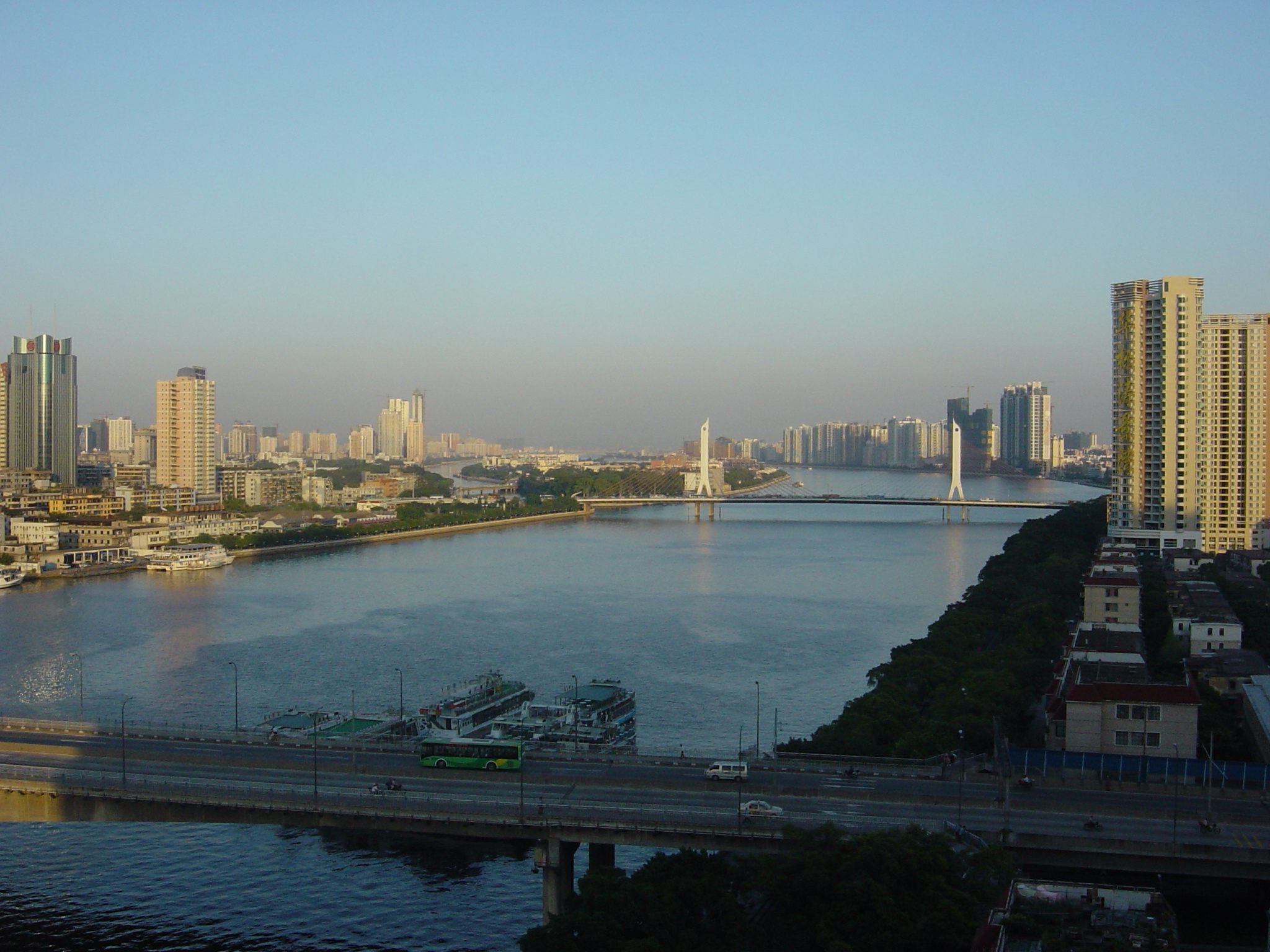
El Riu Perla.

El riu Perla (xinès tradicional i simplificat: 珠江, pinyin: Zhū jiāng, en portuguès: rio das Pérolas, en anglès: Pearl River), i menys comunament dit riu Guangdong (o riu Canton) (xinès simplificat: 粤江, pinyin: Yuè jiāng) és el tercer riu més llarg dels quals discorren íntegrament per la Xina, després del Iang-Tsé i el riu Groc, i el segon en cabal (després del Iang-Tsé). (de vegades, en traducció errònia, se li diu riu de la Perla o riu de les Perles).
El riu rep el seu nom per les petxines de color perla que es troben al fons del riu al tram que travessa la ciutat de Guangzhou. Una sèrie de marques reben el nom del riu, com ara Zhujiang Brewery (Guangzhou), que és una de les tres cerveseries nacionals més grans de la Xina i Pearl River Bridge (Guangzhou) com a productor d'aliments popular. Línia elèctrica de 500 kV, està suspès sobre els tres pilars més alts del món, els Pearl River Crossing Pylons, que creuen el riu prop de la seva desembocadura. L'estret que travessa Guangzhou (antic Cantó) tenia més de 2 km d'amplada, per la qual cosa es va anomenar Mar de les Perles. Amb el temps es va anar estrenyent, de manera que avui només fa 180 m d'amplada. Avui, al llarg de les seves costes s'estén una zona de lliure empresa i una de les regions econòmiques de més ràpid creixement de la Xina.

## Hidrografia
El nom de riu Perla s'utilitza per definir les conques hidrogràfiques dels rius Xi Jiang ("riu de l'Oest"), el Bei Jiang ("riu del Nord") i Dong Jiang ("Riu de l'Est") de Guangdong. Els tres rius són considerats afluents del riu Perla perquè comparteixen el delta del riu Perla. La conca del riu Perla cobreix una superfície de 442.100 quilòmetres quadrats a la Xina i més d’11.000 quilòmetres quadrats a Vietnam. Els dipòsits al·luvials de l'estuari del riu Perla formen el delta del riu Perla.
A més de referir-se al sistema en conjunt, el nom Riu Perla (Zhu Jiang) s'aplica a una branca específica del sistema. Aquest riu Perla és el distributari més ample del delta, tot i que és notablement més curt. Les aigües que s'uneixen a l'est de Bei Jiang s'esmenten per primera vegada com el riu Perla al nord de Guangzhou. El riu Perla és conegut com el riu que travessa Guangzhou. La desembocadura del riu Perla, la Boca Tigris, es draga regularment per obrir-la als vaixells oceànics. La desembocadura del riu Perla forma una gran badia al sud-est del delta, la desembocadura del riu Perla Boca Tigris separa Shiziang al nord, Lingdingyang al sud i Juzhouyang al nord. Al sud, la punta de l'estuari queda envoltat per l'arxipèlag de Wanshan. Aquesta badia separa Macau i Zhuhai de Hong Kong i Shenzhen.
El curs més llarg, el Xi Jiang, neix a la muntanya Ma Xiong al districte de Zhanyii i flueix a través de Yunnan, Guizhou, Guangxi, Guangdong, Hong Kong i Macau, es fusiona amb el Bei Jiang a Sanshui, Guangdong, i desemboca al mar de la Xina Meridional des de vuit estuaris de la regió del delta del riu Perla. Els sistemes dels Bei i Dong es troben pràcticament en la totalitat a Guangdong. La font de Bei Jiang prové de les províncies del sud de Hunan i Jiangxi i té una longitud de 582 quilòmetres i la font de Dong Jiang prové del sud de la província de Jiangxi i té una longitud de 503 quilòmetres.
Abans de la construcció generalitzada de preses que va començar a la dècada de 1980, el riu descarregava anualment uns 80-85 milions de tones de sediments, la major part del sediment del riu de l'oest (~70 Mt/any) i els rius del nord i l'est 8 i 5 Mt/any respectivament. Des de 1980 s'han construït 14.000 preses a la conca, de les quals 10 amb capacitat de retenció de més de 1 km³ que intercepten gran part del sediment del riu. Després de l'acabament de les preses de Yantan i Longtan el 1992 i 2007, la descàrrega anual de sediments del riu es va reduir fins a ~30 Mt/any, i des del 2010 ha disminuït a 20-25 Mt/any.

## Geografia
L'àrea de muntanyes i turons de la conca representa el 94,5%, i la superfície de les planes és reduïda i dispersa, representant només el 5,5% de tota la conca. La plana més gran és la plana del delta del riu Perla. El terreny de tota la conca és generalment alt al nord-oest i baix al sud-est. Al nord-oest hi ha la vora de l'altiplà Yunnan-Guizhou i l'altiplà Qinghai-Tibet. Hi ha molts ràpids i cascades a la part alta del riu Xi Jiang. Entre ells, la cascada Huangguoshu al riu Baishui és la més famosa. A l'est de l'altiplà de Yunnan-Guizhou hi ha principalment muntanyes i turons baixos (és a dir, turons de Guangdong i Guangxi). La plana al·luvial de la part baixa del riu Perla és el delta del riu Perla.
En contrast amb altres deltes que han anat perdent superfície per l'activitat humana, com el delta del Nil i el delta del Mississippí, el terreny guanyat al mar i l'acreció natural han transformat 1.160 km² de l'estuari en superfície de costa.

## Afluents
Els principals afluents del riu Pearl són: Siyang (riu oest), Dongyang (riu est) i Beijiang (riu nord). No obstant això, molts geòlegs coincideixen que el riu Perla només es crea per la confluència del Siyang (riu de l'oest) i Beijiang (riu del nord), i el Dongyang (riu de l'est) els uneix a 70 km de la ciutat de Guangzhou, després de la qual flueix. cap a la seva desembocadura al mar de la Xina Meridional, on forma un gran delta amb una superfície de 7500 km². El riu canvia moltes vegades de nom als diferents trams o seccions del riu principal. Són els següents:
|                               |                               |                               |                               |                               |                               |         | Londitud (totes les seves fonts) | Conca   | Cabdal |                           |                         |
| ----------------------------- | ----------------------------- | ----------------------------- | ----------------------------- | ----------------------------- | ----------------------------- | ------- | -------------------------------- | ------- | ------ | ------------------------- | ----------------------- |
| Riu (o afluent)               | Riu (o afluent)               | Riu (o afluent)               | Riu (o afluent)               | Riu (o afluent)               | Riu (o afluent)               | (xinès) | km                               | km²     | m³/s   | Desembocadura             | Províncies que travessa |
| Riu de las Perlas (Zhu Jiang) | Riu de las Perlas (Zhu Jiang) | Riu de las Perlas (Zhu Jiang) | Riu de las Perlas (Zhu Jiang) | Riu de las Perlas (Zhu Jiang) | Riu de las Perlas (Zhu Jiang) | 珠江    | 2.200                            | 409.800 |        | Mar de la Xina Meridional | Guangdong               |
| -                             | Riu Bei (Beijiang)            | Riu Bei (Beijiang)            | Riu Bei (Beijiang)            | Riu Bei (Beijiang)            | Riu Bei (Beijiang)            | 北江    | 468                              |         |        | Riu Perla                 | Jiangxi i Guangdong     |
| -                             | Riu Dong (Dongjiang)          | Riu Dong (Dongjiang)          | Riu Dong (Dongjiang)          | Riu Dong (Dongjiang)          | Riu Dong (Dongjiang)          | 东江    | 523                              |         |        | Riu Perla                 | Guangdong               |
| -                             | Riu Xi (Jiang)                | Riu Xi (Jiang)                | Riu Xi (Jiang)                | Riu Xi (Jiang)                | Riu Xi (Jiang)                | 西江    | 1.930                            |         |        | Riu Perla                 | Guangdong               |
| -                             | -                             | Riu Xun (Xunjiang)            | Riu Xun (Xunjiang)            | Riu Xun (Xunjiang)            | Riu Xun (Xunjiang)            | 浔江    | 199                              |         |        | Riu Xi                    | Guangxi                 |
| -                             | -                             | -                             | Riu Qian (Qianjiang)          | Riu Qian (Qianjiang)          | Riu Qian (Qianjiang)          | 黔江    | 122                              |         |        | Riu Xun                   |                         |
| -                             | -                             | -                             | -                             | Riu Liu                       | Riu Liu                       |         | 773                              |         | 1.865  | Riu Qian                  | Guangxi                 |
| -                             | -                             | -                             | -                             | -                             | Riu Rong (Rongjiang)          | 融江    |                                  |         |        | Riu Liu                   | Guizhou i Guangxi       |
| -                             | -                             | -                             | -                             | -                             | Riu Long (Longjiang)          |         |                                  |         |        | Riu Liu                   | Guangxi                 |
| -                             | -                             | -                             | -                             | Riu Hongshui                  | Riu Hongshui                  | 红水河  | 638                              |         |        | Riu Qian                  | Guangxi                 |
| -                             | -                             | -                             | -                             | -                             | Riu Nanpan                    |         | 856                              | 56.200  | 521    | Riu Hongshui              | Yunnan i Guizhou        |
| -                             | -                             | -                             | -                             | -                             | Riu Beipan                    |         | 449                              | 25.830  |        | Riu Hongshui              | Yunnan i Guizhou        |
| -                             | -                             | Riu Yu (Yujiang)              | Riu Yu (Yujiang)              | Riu Yu (Yujiang)              | Riu Yu (Yujiang)              | 鬱江    | 1.152                            | 92.253  |        | Riu Xi                    | Guangxi                 |
| -                             | -                             | -                             | -                             | Riu Yong (Yongjiang)          | Riu Yong (Yongjiang)          | 邕江    |                                  |         |        | Riu Yu                    | Guangxi                 |
| -                             | -                             | -                             | -                             | -                             | Riu Zuo (Zuojiang)            | 左江    |                                  |         |        | Riu Yong                  | Guangxi i Vietnam       |
| -                             | -                             | -                             | -                             | -                             | Riu You (Youjiang)            | 右江    |                                  |         |        | Riu Yong                  | Yunnan i Guangxi        |
| -                             | -                             | Riu Gui (Guijiang)            | Riu Gui (Guijiang)            | Riu Gui (Guijiang)            | Riu Gui (Guijiang)            | 桂江    | 437                              | 19.025  |        | Riu Xi                    | Guangxi                 |
| -                             | -                             | Riu He (Hejiang)              | Riu He (Hejiang)              | Riu He (Hejiang)              | Riu He (Hejiang)              |         | 355                              | 11.536  |        | Riu Xi                    | Jiangxi i Guangxi       |

## Fauna
El riu Perla s'ha identificat com el sistema més ric en espècies de la Xina, i també com el que té més espècies de peixos endèmics i amenaçats.

## Pol·lució
La contaminació provocada pel creixement econòmic mal planificat ha generat residus urbans, agrícoles i industrials, i el riu està molt contaminat i el delta és el punt més pol·luït d'Àsia.

## Navegabilitat
Dels 14.000 km de longitud de la conca són navegables de manera permanent uns 2.214 km, i 5.000 km enllacen cap al sud-oest a través de barcasses, que condueixen cap al mar de la Xina meridional i a tot el món a través de vuit ports, que formen un dels sistemes portuaris costaners més importants del món, format per Hong Kong, Guangzhou i Shenzhen. Tanmateix, independentment de la navegabilitat i la neteja, el riu és una de les vies fluvials més contaminades del món.

## Galeria

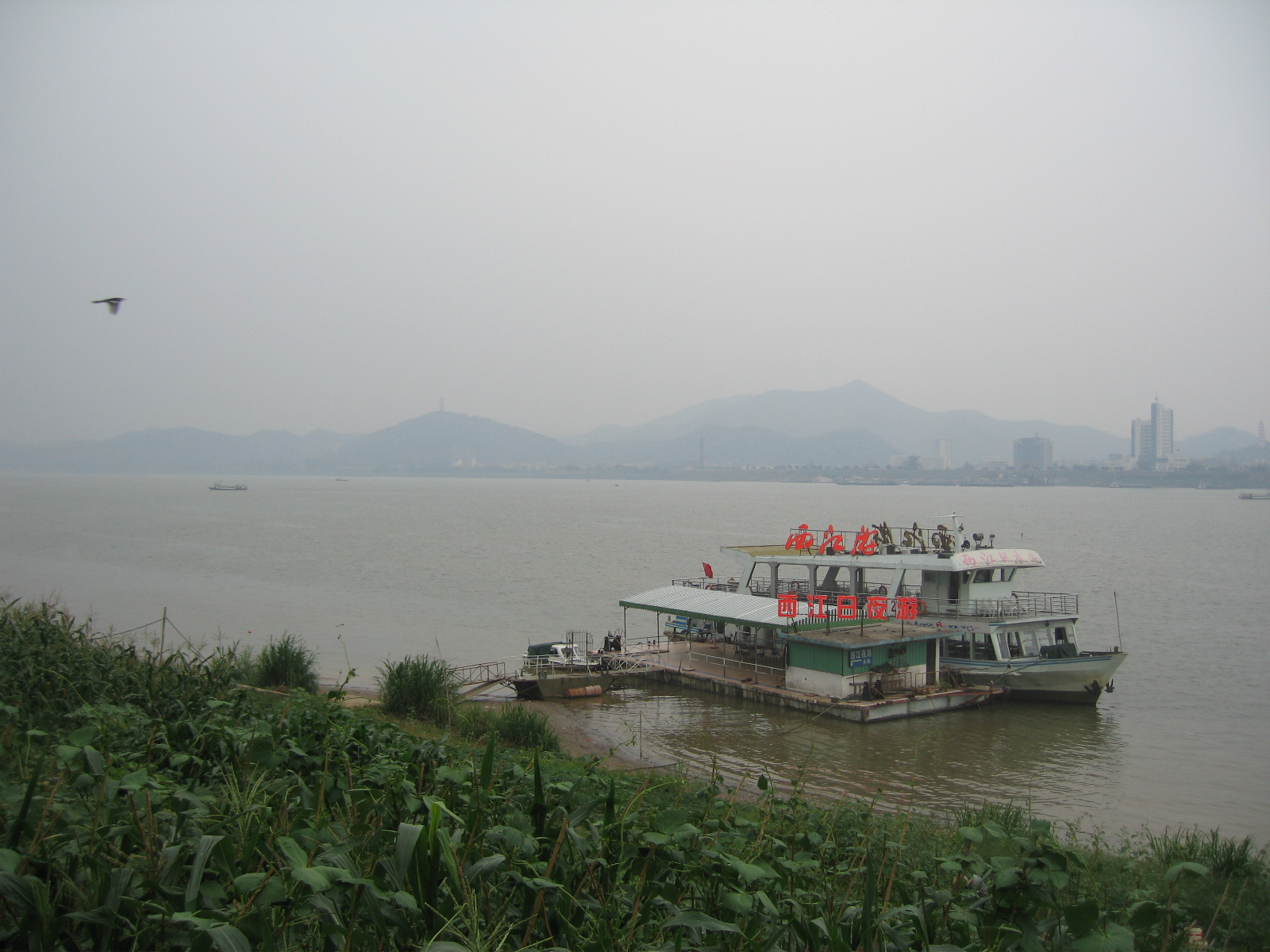
Xi River ("Riu occidental") de Paoing a Gaoyao
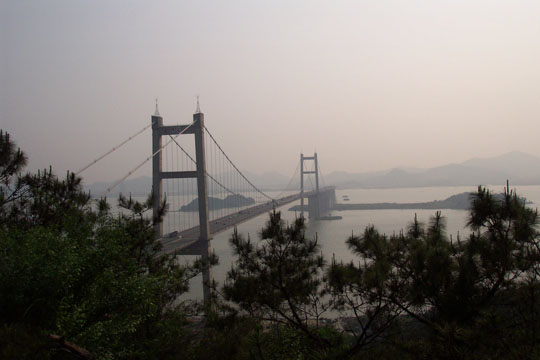
Pont del riu Biserne a Humen[17] També és la ruta G9411 Dongguan–Foshan Expressway
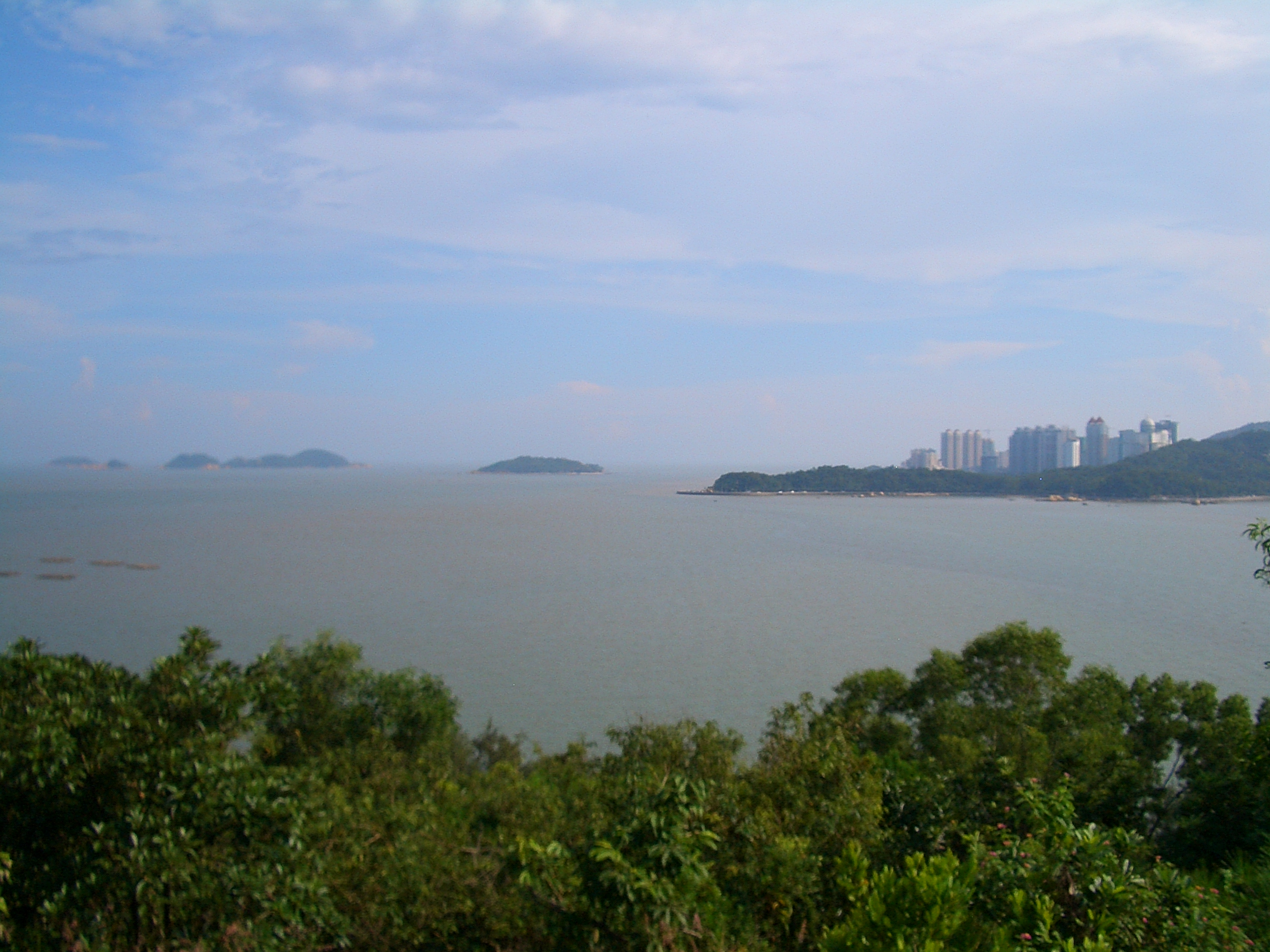
Illes de Yeli al llarg del riu Bead
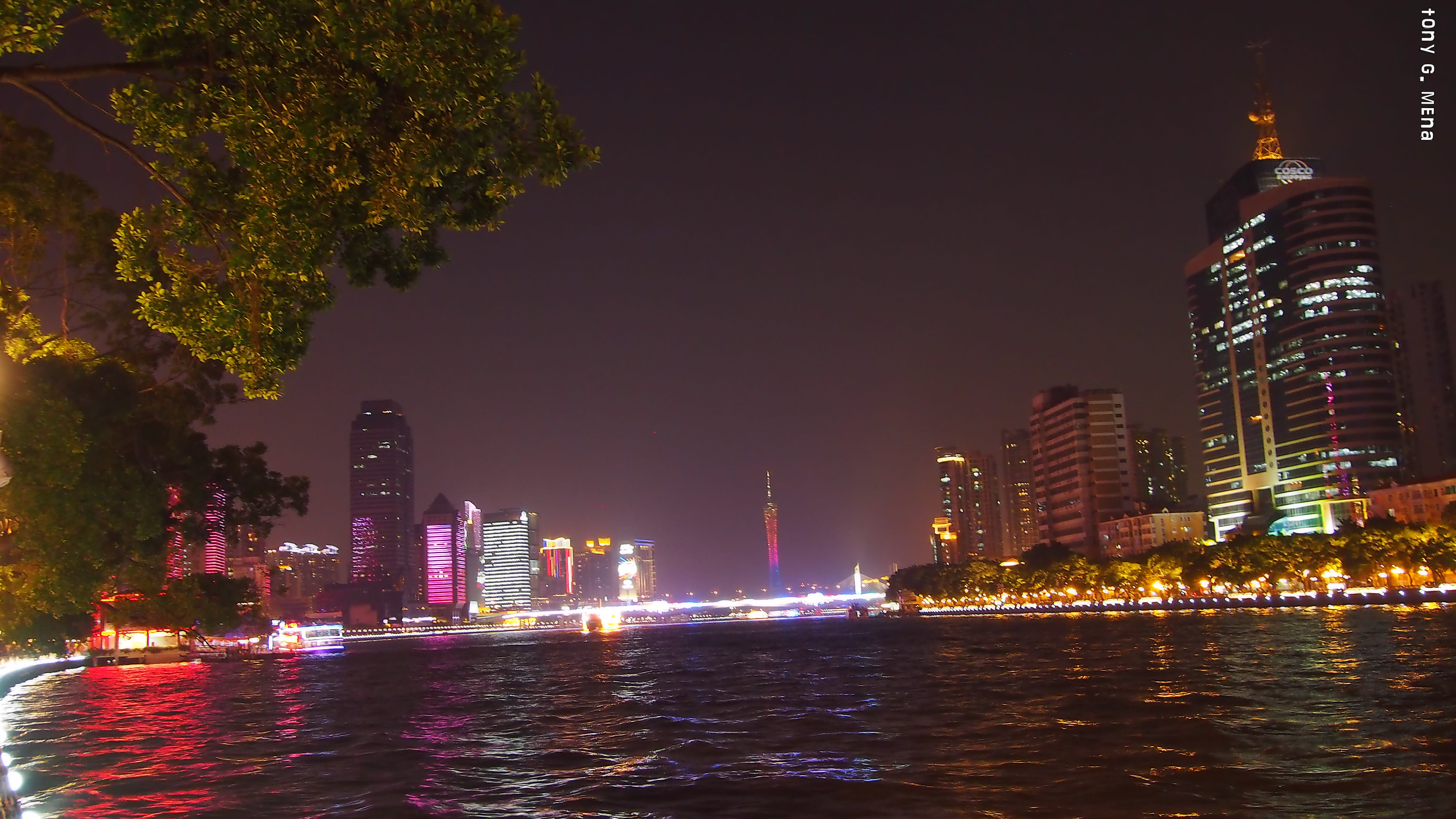
Riu Biserna i Kantonska Kula